# Орда (Минская область)
Орда (бел. Арда́) — агрогородок в Клецком районе Минской области Белоруссии. В составе Щепичского сельсовета. Население 165 человек (2009).

## География
Орда находится в 4 км северо-западнее центра сельсовета агрогородка Домоткановичи и в 12 км к северо-западу от райцентра, города Клецк. Село стоит на границе с Брестской областью. Рядом с селом проходит дорога Клецк — Снов.

## История
В 2010 году деревня Орда преобразована в агрогородок.

## Достопримечательность

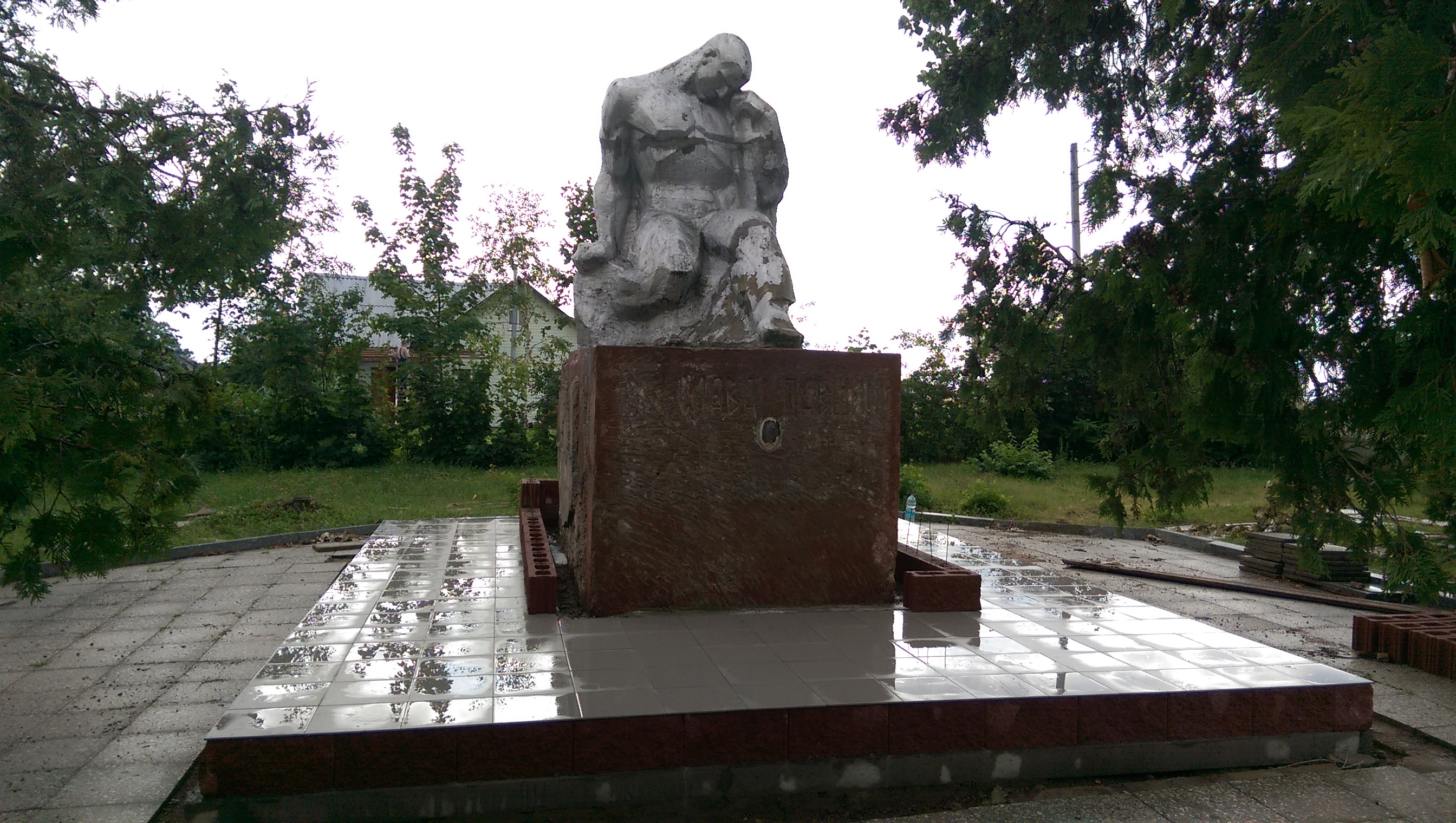
Военный мемориал

- Военный мемориалСтаринное татарское кладбище с сохранившимися надгробными камнями.
- Братская могила советских воинов (1968)[3] —  Историко-культурная ценность Республики Беларусь, шифр 613Д000193

## Известные уроженцы
В селе родился учёный-физик Пётр Кухарчик.